# Andréa Kotarac
Pour les articles homonymes, voir Kotarac.
Andréa Kotarac, né le 7 mai 1989 à Thonon-les-Bains (Haute-Savoie), est un homme politique français.
Membre au début de son engagement politique du Parti de gauche et de La France insoumise, il est élu conseiller régional d'Auvergne-Rhône-Alpes en 2015. Il démissionne de ce mandat après avoir apporté son soutien à la liste présentée par le Rassemblement national aux élections européennes de 2019.
Le RN l’investit comme tête de liste aux élections régionales de 2021 en Auvergne-Rhône-Alpes puis comme candidat aux élections européennes de 2024 et aux législatives anticipées de la même année.

## Situation personnelle
Né le 7 mai 1989 à Thonon-les-Bains (Haute-Savoie), Andréa Kotarac grandit dans sa commune natale. Il a des origines iraniennes par sa mère, Fariba Djazayeri, et serbes du côté de son père, Dragan Kotarac : son arrière-grand-père paternel, serbe, a combattu durant la Première Guerre mondiale. Son père, Dragan Kotarac, milite à la CGT de la Société des eaux d'Evian.
Andréa Kotarac effectue ses études secondaires dans sa ville natale, où il prend part au mouvement contre le contrat première embauche (CPE) alors qu'il est lycéen.

## Parcours politique

### Engagements à gauche
Andréa Kotarac commence en politique dans diverses formations de gauche et en s’engageant contre l'extrême droite.
En 2008, à 19 ans, il milite pendant quelques mois au Parti socialiste (PS). Aux élections municipales de mars, il se présente à Thonon-les-Bains sur une liste d'union de la gauche conduite par le socialiste Georges Constantin, mais celle-ci est battue et il n’intègre pas le conseil municipal. Peu après, il contribue activement à Pour la République sociale (PRS), association politique de Jean-Luc Mélenchon préfigurant le Parti de gauche (PG), que rejoint Andréa Kotarac dès sa fondation en 2009.
En 2012, il est interpellé et placé en garde à vue avec deux autres militants du Front de gauche après une altercation avec des sympathisants d’extrême droite, à proximité de l’université Lyon-III,. L’élu écologiste Jean-Charles Kohlhaas affirme à son sujet en 2019 : « Il a été formé au sein du mouvement de lutte antifa. Il a pris des coups dans les manifestations (et s'est retrouvé en garde à vue). Il était vraiment à 10 000 lieues du Front national. »
Il est ensuite tête de liste du Front de gauche aux élections municipales de 2014 dans le 8e arrondissement de Lyon, où il obtient 5,4 % des voix exprimées.
Tête de liste PG-Europe Écologie Les Verts au premier tour des élections régionales de 2015 en Auvergne-Rhône-Alpes pour la métropole de Lyon, il rejoint au second tour la liste d’union de la gauche du socialiste Jean-Jack Queyranne, ce qui lui permet d’être élu au conseil régional,. En octobre 2016, il participe à une manifestation appelant la région à accueillir des migrants.
Il est conseiller au pôle numérique de Jean-Luc Mélenchon dans le cadre de la campagne présidentielle de 2017, au sein duquel il revendique être à l'origine de l'idée de mettre en place des meetings électoraux simultanés par hologramme, une première en France. Aux élections législatives qui suivent, il se présente dans la septième circonscription du Rhône sous l’étiquette de La France insoumise (LFI), créée en 2016 par Jean-Luc Mélenchon : il est éliminé au premier tour, arrivant en troisième position avec 13,3 % des suffrages exprimés.

### Ralliement au RN

#### Débuts
Le 14 mai 2019, à douze jours des élections européennes en France, il surprend en appelant à voter pour le parti d’extrême droite Rassemblement national (RN) à ce scrutin. Dans L'Opinion, Thierry Mariani, issu de LR et candidat sur la liste RN conduite par Jordan Bardella, révèle l’avoir plusieurs fois rencontré depuis un an,. Les deux hommes ont notamment participé à un Forum international en Crimée, cinq ans après l’annexion de la péninsule par Vladimir Poutine, où sont conviés plusieurs personnalités françaises « amies de la Russie », favorables à un rapprochement avec le Kremlin. Andréa Kotarac justifie sa prise de position en ces termes : « J'appelle à voter pour la seule liste souverainiste, qui met en avant l'indépendance de la France et qui est la mieux à même de faire barrage à Emmanuel Macron et à son rouleau compresseur anti-social ».
Lors du dernier rassemblement du Rassemblement national en vue des élections européennes qui se tient à Hénin-Beaumont, il est particulièrement applaudi lorsqu’il déclare à la tribune : « Si mes grands-parents ont versé du sang face au nazisme, ils ne l'ont pas fait pour l’écriture inclusive ou le communautarisme ». À la suite de sa consigne de vote, il est exclu du Parti de gauche et du groupe Rassemblement citoyen, écologiste et solidaire (RCES) du conseil régional d'Auvergne-Rhône-Alpes, et annonce qu’il démissionne de son mandat régional mais prend plusieurs mois avant de réaliser les démarches.
En septembre 2019, il devient assistant parlementaire du député européen Hervé Juvin. Il prend ensuite la direction de la revue IDées, censée servir de réflexion aux parlementaires européens RN et à leurs alliés.
Investi tête de liste du RN-Parti chrétien-démocrate aux élections métropolitaines de 2020 dans la métropole de Lyon, il réunit 11,4 % des suffrages exprimés au premier tour et 12,2 % au second dans la circonscription de Rhône Amont, tandis que ses listes obtiennent 7,7 % sur l’ensemble de la métropole et aucun élu.
Au début de l’année 2021, refusant toujours d’adhérer au RN, il lance le parti Les Localistes, avec Hervé Juvin. Cette formation entend défendre l’écologie, l’identité et le principe de subsidiarité, en « complément » d’un RN jugé trop centralisateur,.

#### Élections régionales de 2021 en Auvergne-Rhône-Alpes
Alors qu'Andréa Kotarac souhaite conduire la liste RN aux élections régionales de 2021 en Auvergne-Rhône-Alpes, le magazine Marianne indique : « Comme souvent au RN, une guerre de clans se joue en coulisses. Andréa Kotarac compte des soutiens dans la frange droitière du parti, lui qui a sympathisé à Lyon avec des proches de Marion Maréchal. À l’inverse, des élus très proches de Marine Le Pen, dont Bruno Bilde, Steeve Briois et David Rachline, poussent Alexis Jolly. » Il est finalement désigné tête de liste.
Dans un contexte de forte abstention (deux tiers des inscrits), sa liste arrive en troisième position au premier et au second tour, avec respectivement 12,3 % et 11,2 % des suffrages exprimés, soit un net recul par rapport aux élections régionales de 2015 où la liste FN à l'époque conduite par Christophe Boudot avait recueilli respectivement 25,5 % et 22,5 % aux 1er et 2d tour, et deux fois plus d’élus,.

#### Élection présidentielle de 2022
De novembre 2021 à décembre 2022, il occupe le rôle de porte-parole de Marine Le Pen à l'élection présidentielle, en plus d'être assistant parlementaire européen, alors que cette activité rémunérée doit occuper 75% de son temps de travail, et qu'il n'a pas demandé l'autorisation à son employeur, Mediapart émet donc l'hypothèse qu'il soit un assistant fictif au sein du système qui a donné lieu à l'affaire des assistants parlementaires du Front national au Parlement européen.

## Prises de position et controverses

### Souverainisme et anti-communautarisme
Au sein du Parti de gauche et de La France insoumise, Andréa Kotarac défend une vision souverainiste et anti-communautariste. Il affirme qu’« être eurosceptique, ce n'est pas être nationaliste, au contraire : c'est souhaiter la paix ». Il quitte LFI peu après d’autres cadres du mouvement, dont le conseiller diplomatique de Jean-Luc Mélenchon Georges Kuzmanovic, tenant comme lui d'une ligne souverainiste, sur fond de désaccord sur la politique migratoire. Disant apprécier la « fibre sociale » de Marine Le Pen, Andréa Kotarac critique alors la mise en avant au sein de LFI de « concepts diviseurs », comme les « réunions réservées aux femmes » ou « l’écriture inclusive », et déclare également :

« [Jean-Luc Mélenchon] a pris une pente qui ne me convenait plus. Lorsque nous luttions contre le communautarisme, il manifestait avec les Frères musulmans contre l’islamophobie. Quand La France insoumise s’attachait hier aux pompiers, aux policiers et aux agents territoriaux, aujourd’hui, il n’y est plus question que de violences policières. »

Au Rassemblement national, il devient un proche de l’entourage de Marion Maréchal et des milieux catholiques, une situation qui déplaît à une partie de la direction du RN — notamment à Bruno Bilde et David Rachline — qui comptait sur ce transfuge de la gauche pour marginaliser ces courants,.

### Europe de l'Est et liens avec la Russie
Andréa Kotarac s’intéresse à la géopolitique, notamment aux pays d’Europe de l'Est, où vit une partie de sa famille. Tout comme Jean-Luc Mélenchon, Andréa Kotarac déplore l’éclatement de la Yougoslavie dans le cadre des guerres des années 1990. 
En 2018, il s’affiche sur Twitter aux côtés d’Alexandre Zakhartchenko, dirigeant de la république populaire de Donetsk, état séparatiste pro-russe en l'Ukraine. Il sert de caution, en tant qu'« observateur » électoral, désigné par la Russie pour un scrutin contesté à Donetsk, jugé illégal par la communauté internationale,,.
Le 18 avril 2019, il participe au forum de Yalta, rendez-vous du soft power russe organisé en Crimée par le président de la fédération de Russie, Vladimir Poutine, à un moment où le pays est soupçonné de chercher à consolider ses relais d'influence en Europe,. Alors que des personnalités d'extrême droite, Thierry Mariani et Marion Maréchal, sont présentes à cet événement et que sa démarche est désapprouvée par la direction de LFI, il reconnaît l’annexion de la Crimée par la Russie et déclare, :

« Je ne suis pas d’accord avec Mariani et Maréchal sur de nombreux sujets. Mais sur la défense de la souveraineté nationale et sur la nécessité de s’allier à la Russie, je suis d’accord. […] Une partie de la gauche française ne considère pas la Russie en ennemi, bien au contraire. »

Andréa Kotarac intervient à de nombreuses reprises sur la chaîne de télévision d’État russe Russia Today.

### Syrie
En décembre 2018, avec Thierry Mariani et le directeur marketing de l’association SOS Chrétiens d'Orient, il se rend en Syrie, où il rencontre les dirigeants de la chambre de commerce et d’industrie locale, inscrite sur la liste des entités sanctionnées par la France et l’Union européenne, et propose d’ouvrir des relations commerciales avec la chambre de commerce de Lyon. À l’été 2019, avec les députés européens Thierry Mariani, Nicolas Bay et Virginie Joron, il se rend une nouvelle fois en Syrie, participant à un entretien avec le président Bachar el-Assad, accusé de crimes contre l'humanité durant la guerre civile syrienne. Le 21 août 2021, Andréa Kotarac, avec Thierry Mariani et Hervé Juvin, rend une nouvelle visite à Bachar el-Assad, qui fait l'objet d’une information judiciaire en France concernant des attaques chimiques, dont celle sur la Ghouta,.

### Écologie et agriculture
Il est partisan du localisme depuis sa rencontre avec Hervé Juvin. Il se déclare favorable à l'exploitation de l'énergie nucléaire. Présenté comme le « nouveau visage de l’écologie version RN », il est chargé de préparer la plate-forme écologique du parti pour la présidentielle de 2027. Le Monde relève toutefois qu'après la campagne présidentielle de 2022 et le départ d'Hervé Juvin, « les tenants d'une ligne plus proche des positions de la FNSEA ont repris la main » au sein du RN sur les questions agricoles et environnementales. Le livret synthétisant les propositions du parti sur l'écologie, qu'Andréa Kotarac devait remettre à l'été 2023, n'a finalement jamais été publié.

## Résultats électoraux

### Élections régionales
Les résultats ci-dessous concernent uniquement les élections où il est tête de liste.
| Année | Parti | Parti | Région               | 1er tour | 1er tour | 1er tour | 2d tour | 2d tour | 2d tour | Sièges   |
| Année | Parti | Parti | Région               | Voix     | %        | Rang     | Voix    | %       | Rang    | Sièges   |
| ----- | ----- | ----- | -------------------- | -------- | -------- | -------- | ------- | ------- | ------- | -------- |
| 2021  |       | RN    | Auvergne-Rhône-Alpes | 211 178  | 12,32    | 3e       | 194 789 | 11,19   | 3e      | 17 / 204 |

### Élections législatives
| Année | Parti | Parti | Circonscription | 1er tour | 1er tour | 1er tour | 2d tour | 2d tour | 2d tour | Issue |
| Année | Parti | Parti | Circonscription | Voix     | %        | Rang     | Voix    | %       | Rang    | Issue |
| ----- | ----- | ----- | --------------- | -------- | -------- | -------- | ------- | ------- | ------- | ----- |
| 2017  |       | LFI   | 7e du Rhône     | 3 600    | 13,34    | 3e       |         |         |         | Battu |
| 2024  |       | RN    | 2e de l'Ain     | 28 189   | 39,20    | 1er      | 31 766  | 44,91   | 2e      | Battu |

### Élections municipales
Les résultats ci-dessous concernent uniquement les élections où il est tête de liste.
| Année | Liste | Liste | Commune | 1er tour | 1er tour | 1er tour | 2d tour | 2d tour | 2d tour | Sièges obtenus | Sièges obtenus |
| Année | Liste | Liste | Commune | Voix     | %        | Rang     | Voix    | %       | Rang    | CA             | CM             |
| ----- | ----- | ----- | ------- | -------- | -------- | -------- | ------- | ------- | ------- | -------------- | -------------- |
| 2014  |       | FG    | Lyon 8e | 1 008    | 5,43     | 5e       |         |         |         | 0 / 24         | 0 / 12         |

### Élections métropolitaines
Les résultats ci-dessous concernent uniquement les élections où il est tête de liste.
| Année | Liste             | Liste | Circonscription | 1er tour | 1er tour | 1er tour | 2d tour | 2d tour | 2d tour | Sièges obtenus |
| Année | Liste             | Liste | Circonscription | Voix     | %        | Rang     | Voix    | %       | Rang    | Sièges obtenus |
| ----- | ----------------- | ----- | --------------- | -------- | -------- | -------- | ------- | ------- | ------- | -------------- |
| 2020  |                   | RN    | Rhône amont     | 2 227    | 11,38    | 5e       | 1 934   | 12,21   | 3e      | 0 / 12         |
| 2020  | Métropole de Lyon | RN    | 21 707          | 7,67     | 6e       | 5 588    | 2,25    | 5e      | 0 / 150 |                |